# Carola Fabra i Mestre
Carola Fabra i Mestre   (Bilbao, 1904 - Barcelona, 2 de desembre de 1998) fou una tennista catalana, filla gran de Pompeu Fabra.
L'any 1912 va anar-se'n de Bilbao amb els seus pares i les seves dues germanes, la Teresa i la Dolors, i la família es va instal·lar a Badalona fins al 1939. Després de l'escolarització primària, no va voler continuar els estudis. El seu pare li va encomanar l'afició pel tenis i Carola va guanyar nombroses competicions. Fou finalista en el Campionat d'Espanya (1926) i campiona de Catalunya (1928)
Igual que els seus pares, tots els membres de la família Fabra es van exiliar el 1939, durant els últims mesos de la guerra civil. Durant els primers anys del seu exili van residir a diferents poblacions del sud de França. El 1948 es va traslladar a Prada i 3 anys més tard, es va instal·lar a Barcelona, on va entrar a treballar a la Caixa de Jubilacions de la Indústria Tèxtil. Hi va treballar 25 anys, fins que es va jubilar l'any 1976.
L'any 1993, juntament amb la seva germana Dolors, van ser exculpades d'una demanda per plagi de l'obra del seu pare presentada per Editora y Distribuidora Hispano Americana (EDHASA), contra Gran Enciclopèdia Catalana i elles dues. Carola Fabra es va mantenir soltera tota la vida i va morir l'any 1998 a Barcelona.

## Obra
- Fabra i Mestre, Carola; Piñol, Rosa Maria. Pompeu Fabra, el meu pare: records personals de Carola Fabra.  Edicions La Campana, 1991. ISBN 9788486491512.